# 长筒靴

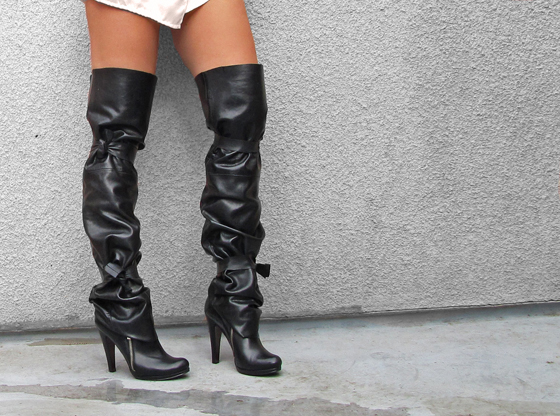
长筒靴

长筒靴又稱高筒靴，是指高度達到膝盖以及大腿中部的靴子。高筒靴由皮革、各种合成材料（包括聚氯乙烯、聚氨酯或乳胶）以及各种织物（如丝绸或超细纤维）製成。许多长筒靴都有拉链。不同的長筒靴的鞋跟高度都不一樣，有的鞋跟是平跟，還有的鞋跟超过7.5厘米。许多人认为长筒靴具有性暗示意味，而且看到長筒靴時時常想到虐戀。有妓女经常穿着长筒靴，因此很多人認為长筒靴是此行業的象征。